# Comté d'Appanoose
Le comté d'Appanoose est un comté situé dans l'État de l'Iowa aux États-Unis. En 2010, sa population était de 12 884 habitants et son chef-lieu est Centerville.